# Sailly-Labourse Communal Cemetery Extension
Sailly-Labourse Communal Cemetery Extension is een begraafplaats gelegen in de Franse plaats Sailly-Labourse (Pas-de-Calais). De militaire graven worden onderhouden door de Commonwealth War Graves Commission.
De begraafplaats telt 216 geïdentificeerde graven waarvan 215 Gemenebest graven uit de Eerste Wereldoorlog en een overig graf uit de Eerste Wereldoorlog.